# Szinpetri
Szinpetri község Borsod-Abaúj-Zemplén vármegyében, az Edelényi járásban. Egykor Torna vármegyéhez tartozott.

## Fekvése
Az Aggteleki Nemzeti Park délkeleti határán található, a Jósva patak mentén; legközelebbi szomszédai Szin 3 kilométerre keletre, Tornakápolna és Varbóc 4 kilométerre dél felé, Jósvafő pedig mintegy 6 kilométerre nyugati irányban. Közel fekszik a magyar-szlovák országhatárhoz, de azzal nem érintkezik: az Aggteleki-karszt ezen vidékén az államhatár magyar oldala részben Aggtelekhez, részben Szögligethez tartozik.
A település főutcája a Borsodi-dombságon és az Aggteleki-karszton is végighúzódó 2603-as út. Utóbbiból itt ágazik ki, kevéssel a 40. kilométere előtt a 26 113-as számú mellékút, amely Tornakápolnára vezet.

## Nevének eredete
Az összetett szó második tagja a Péter személynév birtokos -i képzővel ellátott származéka. Az első tag a szomszédos Szinre utal, hogy megkülönböztesse a falut más, ugyancsak 'Petri' nevű településektől (Hadobás, 2003). Korábbi neve (hasonló okból) Gálospetri volt.

## Története
Ősidők óta lakott hely: a fölötte emelkedő hegyoldal egyik barlangjában a kutatók bronzkor végi emberi település nyomaira: cserépedények darabjaira és csonteszközökre bukkantak.
A 12. században a tornai királyi erdőuralomhoz tartozott. A 13. század végén Tekus ispán birtokába került. Halála után leszármazottai megosztoztak javain – az ezt rögzítő, 1340-ben kelt irat az első olyan okmány, amiben a falu szerepel (Hadobás, 2003).
1427-ben a faluban 12 jobbágyporta adózott.
1595-ben már volt református temploma, de ennek további sorsa ismeretlen (Szinpetri.hu).
1758-ban egy fatornyos református temploma volt a falunak, valószínűleg gazdagon díszített, zöld alapszínű mennyezettel és padokkal. Ez a templom 1791-ben leégett, és berendezéséből csak egy 21 cm * 30 cm-es faládika maradt meg, 1773-as dátummal. Feltételezik (Református), hogy a templom díszítése a ládikáéhoz hasonló lehetett.

## Közélete

### Polgármesterei
- 1990–1994: Ritó István (független)[6]
- 1994–1998: Ilonka János (független)[7]
- 1998–2002: Ilonka János (független)[8]
- 2002–2004: Ilonka János (független)[9]
- 2004–2006: Doszpoly Károly (független)[10]
- 2006–2010: Doszpoly Károly (független)[11]
- 2010–2014: Doszpoly Károly (független)[12]
- 2014–2019: Szücs-Doszpoly Gyula (független)[13]
- 2019–2024: Doszpoly Károly (független)[14]
- 2024– : Doszpoly Károly (független)[1]

## Népesség
A település népességének változása:
| Lakosok száma | 247  | 244  | 236  | 205  | 194  | 192  | 189  |
|               | 2013 | 2014 | 2015 | 2021 | 2022 | 2023 | 2024 |

2001-ben a falu lakosságának 97%-a magyar, 3%-a cigány nemzetiségűnek vallotta magát.
A 2011-es népszámlálás során a lakosok 96,2%-a magyarnak, 11,9% cigánynak, 0,4% németnek mondta magát (3,8% nem nyilatkozott; a kettős identitások miatt a végösszeg nagyobb lehet 100%-nál). A vallási megoszlás a következő volt: római katolikus 13,6%, református 69,9%, görögkatolikus 1,3%, evangélikus 0,8%, felekezeten kívüli 6,8% (3,8% nem válaszolt).
2022-ben a lakosság 87,6%-a vallotta magát magyarnak, 6,7% cigánynak, 1,5% szlováknak, 0,5% németnek (11,9% nem nyilatkozott; a kettős identitások miatt a végösszeg nagyobb lehet 100%-nál). Vallásuk szerint 10,8% volt római katolikus, 54,1% református, 1% görög katolikus, 1% egyéb keresztény, 0,5% evangélikus, 15,5% felekezeten kívüli (15,5% nem válaszolt).

## Nevezetességei
- 1995-ben a településen található hét barlangot az Aggteleki-karszt és a Szlovák-karszt többi barlangjával együtt az UNESCO a világörökség részévé nyilvánította. Ezek a barlangok a Csapás-tetői-barlang, az Eötvös Loránd-cseppkőbarlang, a Kis Kotyor-víznyelő, a Kopolya-forrásbarlang, a Mogyorós-töbri-víznyelő, a Nagy-Csikoháló-töbör és a Zabföldi-barlang.
- Figyelemre méltó a község homlokzati tornyos, műemlék jellegű református temploma (Dózsa Gy. u. 65.). 1794-ben épült késő barokk stílusban, egyszínű, sötét kazettás mennyezettel és karzatokkal, 250 ülőhellyel. 1877-ben egy tűzvész elpusztította az iskolával és a parókiával együtt; de egy éven belül helyreállították – ekkor készült el a torony sisakja.
- A világ legnagyobb könyvének helyet adó vízimalom.[18]
- Sok ház őrzi a népi építészet, kiemelten a perkupai stílus jegyeit.
- A református egyházközség 2010. július 25-én nyitotta meg hely- és egyháztörténeti kiállítását.

## Neves személyek
- Itt tanított 1906–1907-ben Marjalaki Kiss Lajos régész, földrajztudós és tankönyvíró.

## Képek

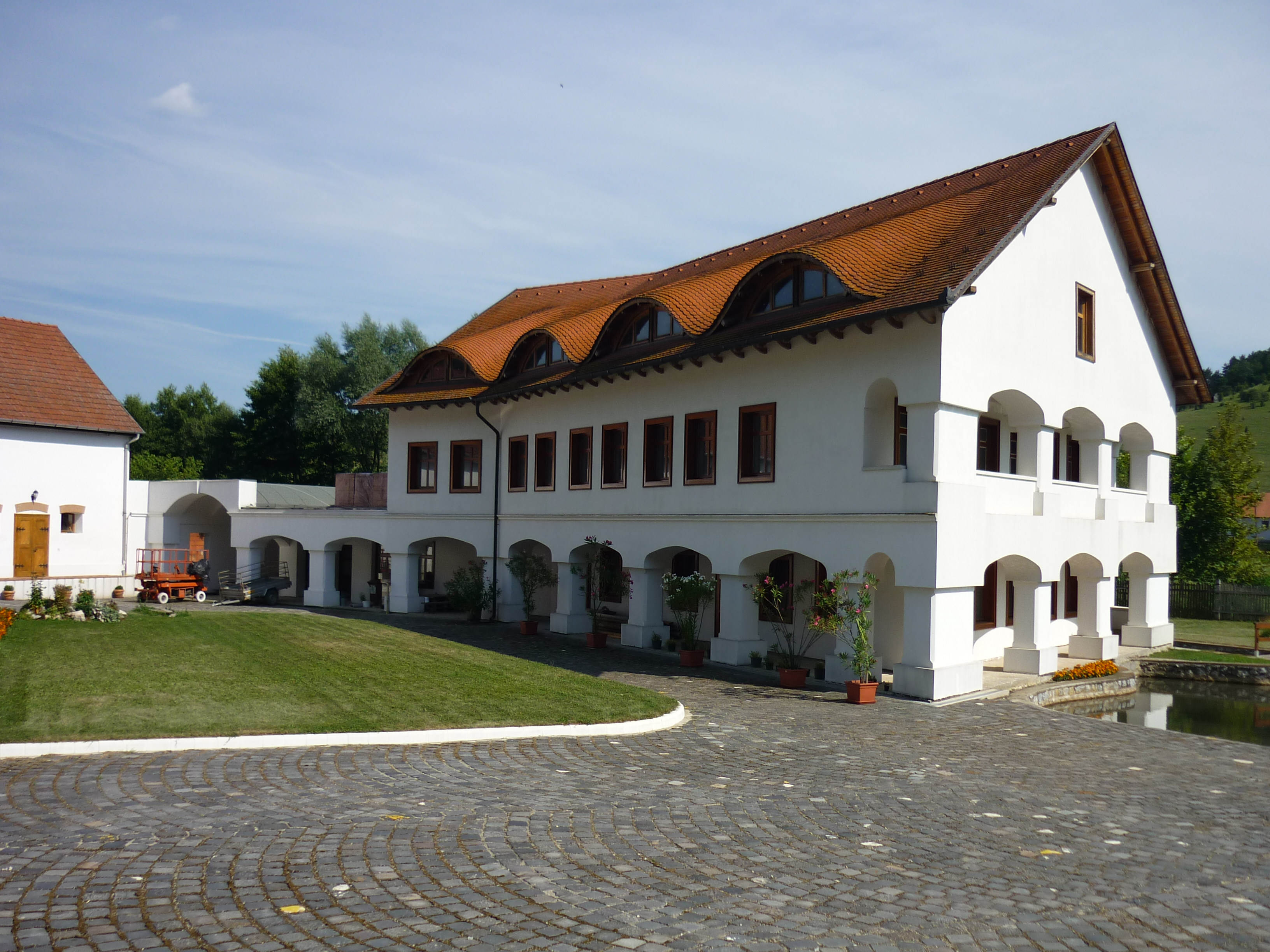
A felújított malomház
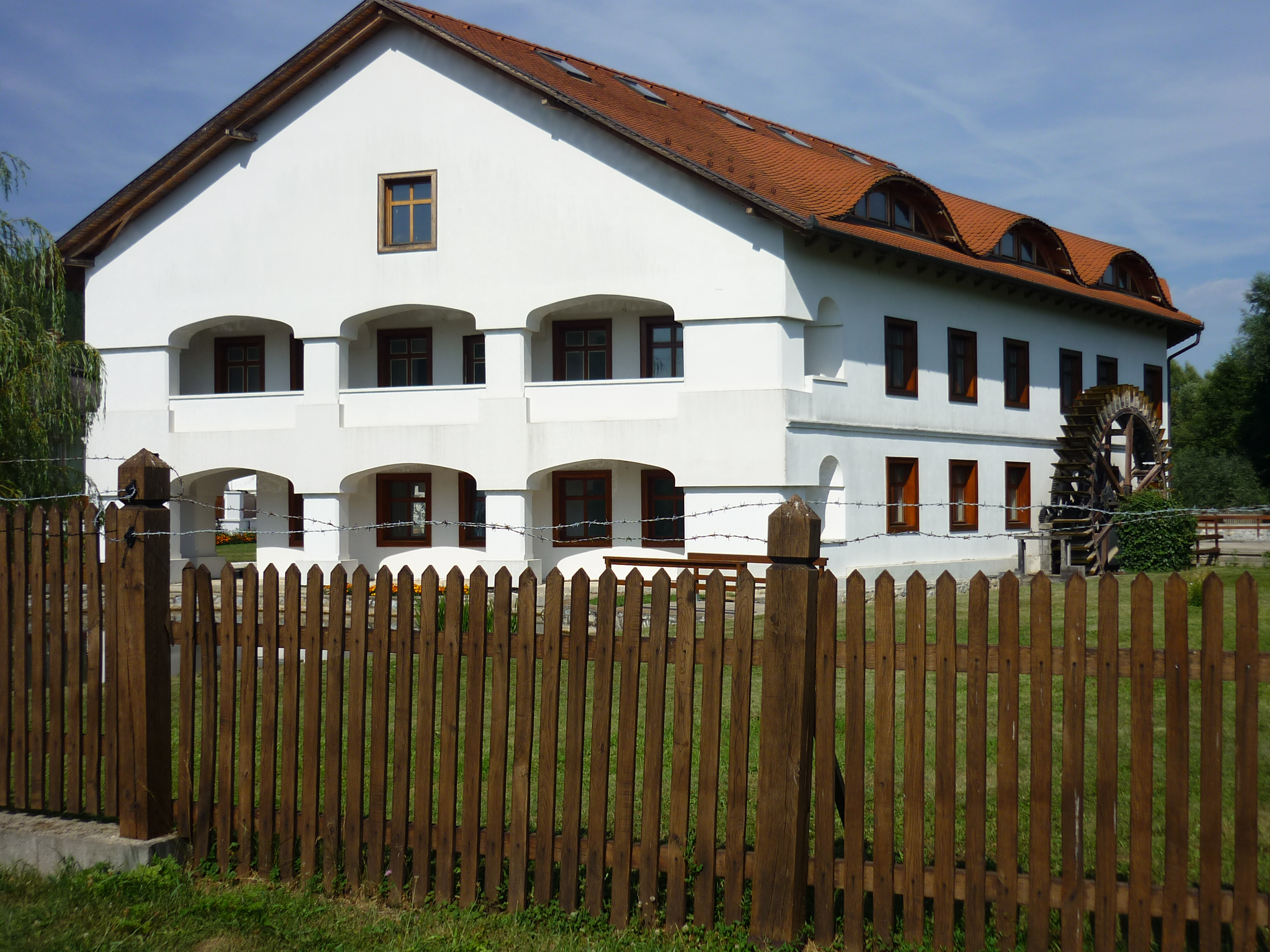
A felújított malomház az alulcsapott vízikerékkel
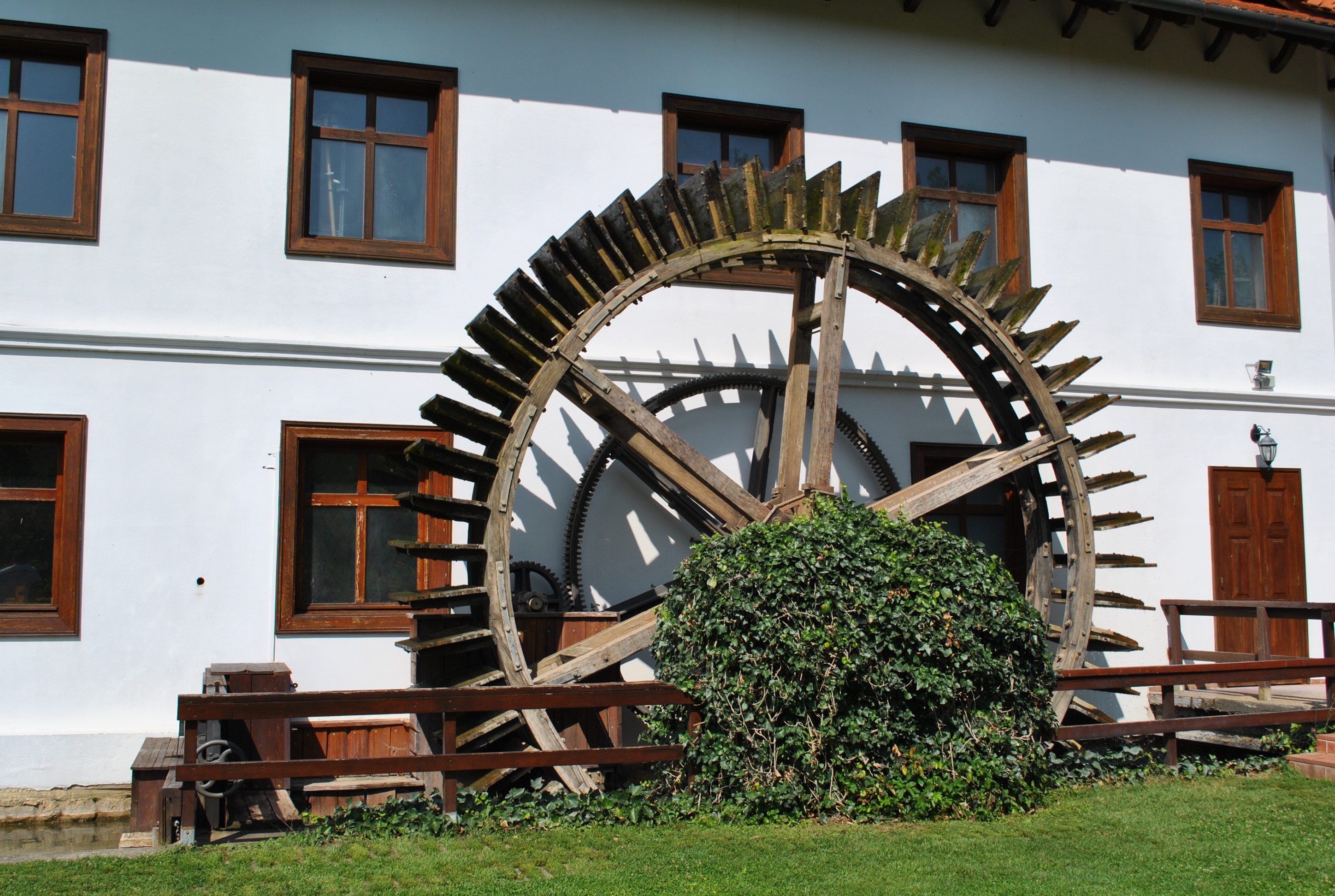
A malomkerék
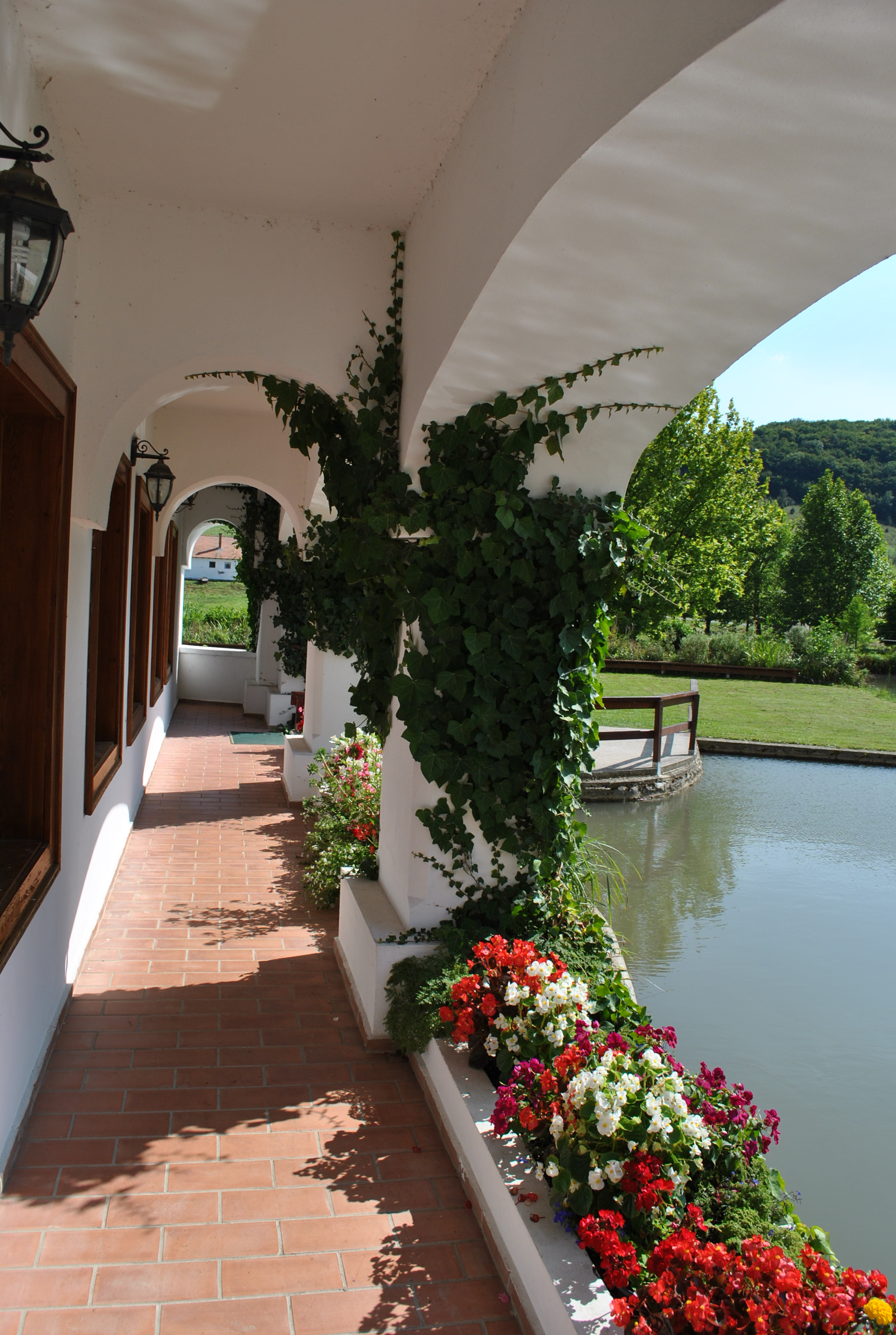
A malom tornáca
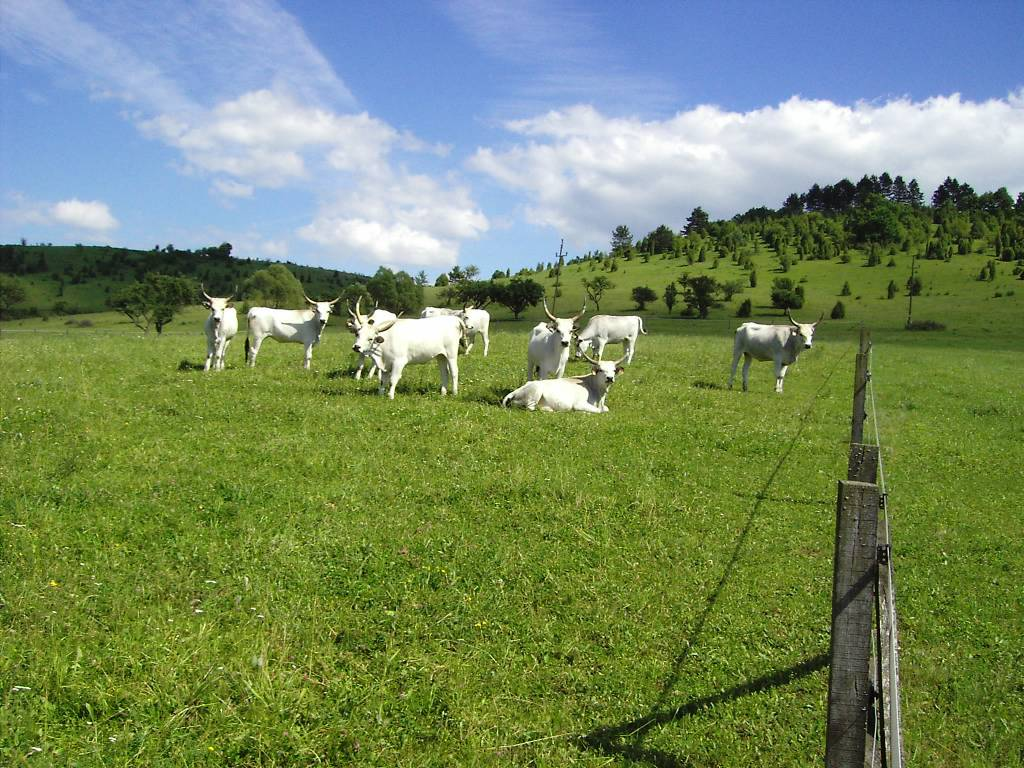
Szürkemarha gulya